# Чахатт Кханна
Чахатт Кханна (англ. Chahatt Khanna; ранее известная как Чахатт Кханна Мирза англ. Chahatt Khanna Mirza) — индийская актриса, работающая в фильмах и на телевидении на языке хинди. Кханна известна по роли Аиши Шармы в драме «Хорошее начало» и Ниды Бег в телесериале «Согласие».

## Карьера
Чахатт начала свою карьеру в возрасте 16 лет. В 2002 году состоялась её первая съёмка в рекламе Cadbury с Прадипом Саркаром. Её первое телешоу также было в 2002 году, оно называлось «Sachi Baat Sabhi Jag Jane» . Её первый прорыв в кино был в «7½ Phere». В том же году она была замечена в качестве одного из актёров триллера «Фильм». Фильм вращается вокруг жизни борющихся киноактёров. В 2005 году Чахатт также сыграла эпизодическую роль в шоу «Hero — Bhakti Hi Shakti Hai», она играла роль королевы Майры.
Позже её можно было увидеть в шоу «Kajjal» на канале «Sony TV».
В 2009 году она появилась в фильме «Ek Main Ek Tum», а затем в фильме «Лидер отряда» на канале MTV Stuntmania.

## Личная жизнь
Кханна познакомилась с бизнесменом Бхаратом Нарсингхани, когда ей было 16 лет. Пара встречалась шесть лет, прежде чем пожениться в декабре 2006 года. Они развелись несколько месяцев спустя, и актёр заявил, что Нарсингхани и его семья подвергали её физическому и эмоциональному насилию.
8 февраля 2013 года она вышла замуж за Фархана Мирзу, сына болливудского писателя Шахрукха Мирзы. У пары две дочери. Кханна подала на развод в 2018 году, сославшись на сексуальные и психологические домогательства. После замужества Чахатт приняла ислам, но после развода вернулась в индуизм.

## Фильмография

### Фильмы
| Год  | Название       | Роль              | Примечание |
| ---- | -------------- | ----------------- | ---------- |
| 2005 | Фильм          | Анкита Кулкарни   |            |
| 2005 | 7½ Phere       | Пияали «Пия» Йоши |            |
| 2010 | Ek Main Ek Tum | Чахат             |            |
| 2011 | Спасибо        | Канишка           |            |
| 2019 | Prassthanam    | Палак             |            |
| 2023 | Yaatris        | Сонам             |            |

### Телевидение
| Год       | Название                     | Роль              | Примечание         | ссылка. |
| --------- | ---------------------------- | ----------------- | ------------------ | ------- |
| 2005      | Hero - Bhakti Hi Shakti Hai  | Принцесса Мира    | 8 эпизодов         |         |
| 2006      | Kumkum – Ek Pyara Sa Bandhan | Аашка Вадхва      |                    |         |
| 2007      | Кааджал                      | Кэти / Кааджал    |                    |         |
| 2011–2013 | Хорошее начало               | Айеша Шарма Капур | Повторяющаяся роль | [ 10 ]  |
| 2014      | Согласие                     | Нида              |                    |         |
| 2015      | Darr Sabko Lagta Hai         | Рича              | Эпизод 4           |         |